# جليبيب
جليبيب صحابي، اشتهر بقصته حينما افتقده النبي محمد بعد غزوة من غزواته، ثم وجدوه قد قتل فوجده قد قتل سبعة من المشركين ثم قُتل وهم حوله مصرَّعون، فقال النبي: «هذا مني وأنا منه».

## قبيلته
ذكر أبو الفرج بن الجوزي في كتابه (صفة الصفوة)، عن ابن سعد قال: وسمعت من يذكر أن جليبيباً كان رجلاً من بني ثعلبة حليفاً في الأنصار.

## قصة زواجه
قال أبو برزة كان جليبيب امرأً يدخل على النساء يمر بهن ويلاعبهن، فقلت لامرأتي: لا يدخلن اليوم عليكن جليبيباً؛ فإنه إن دخل عليكن لأفعلن ولأفعلن. قالت: وكانت الأنصار إذا كان لأحدهم أيِّم لم يزوجها حتى يعلم هل للنبي فيها حاجة أم لا، فقال النبي لرجلٍ من الأنصار: «زوجني ابنتك». قال: نعم وكرامة يا رسول الله ونعمة عين. فقال: «إني لست أريدها لنفسي». قال: فلمن يا رسول الله؟ قال: «لجليبيب». فقال: يا رسول الله، أشاور أمها. فأتى أمها فقال: رسول الله يخطب ابنتك. فقالت: نعم ونعمة عين. فقال: إنه ليس يخطبها لنفسه، إنما يخطبها لجليبيب. فقالت: أجليبيب إنيه أجليبيب إنيه؟ (تعجب واستنكار)، ألا لعمر الله لا نزوجه.
فلما أراد أن يقوم ليأتي الرسول محمد فيخبره بما قالت أمها، قالت الجارية: من خطبني إليكم؟ فأخبرتها أمها، قالت: أتردون على رسول الله أمره؟ ادفعوني إليه؛ فإنه لن يضيعني. فانطلق أبوها إلى رسول الله فقال: شأنك بها، فزوجها جليبيباً.
فدعا لها الرسول محمد: «اللهم اصبب عليها الخير صبّاً، ولا تجعل عيشها كدّاً». ثم قتل عنها جليبيب، فلم يكن في الأنصار أيمٌ أنفق منها.

### شرح الحديث
الحديث الذي أخرجه أحمد في المسند ولفظه عن أبي بَرْزَةَ الْأَسْلَمِيِّ: (أَنَّ جُلَيْبِيباً كَانَ امْرَأً يَدْخُلُ عَلَى النِّسَاءِ، يَمُرُّ بِهِنَّ وَيُلَاعِبُهُنَّ، فَقُلْتُ لِامْرَأَتِي: لَا يَدْخُلَنَّ عَلَيْكُمْ جُلَيْبِيبٌ، فَإِنَّهُ إِنْ دَخَلَ عَلَيْكُمْ، لَأَفْعَلَنَّ وَلَأَفْعَلَنَّ....) ثم ذكر القصة الطويلة في تزويج جليبيب، قال الشيخ الأرنؤوط: إسناده صحيح على شرط مسلم.
ولا يقف على كلام للشراح حول هذه اللفظة، والذي يظهر أن جليبيباً كان منه نوع تبسط في الحديث إلى النساء وممازحتهن، ومن هنا هدد أبو برزة أهله إذا هو دخل عليهم، وقد يكون هذا قبل الحجاب فلا يكون فيه كبير إشكال.

## استشهاده
وذلك أنه غزا مع النبي محمد بعض غزواته ففقده وأمر به يطلبه، فوجده قد قتل سبعة من المشركين ثم قُتل وهم حوله مصرَّعين، فدعا له وقال: «هذا مني وأنا منه»، ودفنه ولم يصلِّ عليه.

### تخصيص باب لفضله في صحيح مسلم
حيث ورد الحديث في صحيح مسلم.
بَاب مِنْ فَضَائِلِ جُلَيْبِيبٍ:
2472 حَدَّثَنَا إِسْحَقُ بْنُ عُمَرَ بْنِ سَلِيطٍ حَدَّثَنَا حَمَّادُ بْنُ سَلَمَةَ عَنْ ثَابِتٍ عَنْ كِنَانَةَ بْنِ نُعَيْمٍ عَنْ أَبِي بَرْزَةَ أَنَّ النَّبِيَّ كَانَ فِي مَغْزًى لَهُ فَأَفَاءَ اللَّهُ عَلَيْهِ فَقَالَ لِأَصْحَابِهِ: [ ص: 1919 ] (هَلْ تَفْقِدُونَ مِنْ أَحَدٍ) قَالُوا: نَعَمْ فُلَانًا وَفُلَانًا وَفُلَانًا، ثُمَّ قَالَ:(هَلْ تَفْقِدُونَ مِنْ أَحَدٍ) قَالُوا: نَعَمْ فُلَانًا وَفُلَانًا وَفُلَانًا، ثُمَّ قَالَ: (هَلْ تَفْقِدُونَ مِنْ أَحَدٍ)، قَالُوا: لَا، قَالَ: (لَكِنِّي أَفْقِدُ جُلَيْبِيبًا فَاطْلُبُوهُ)، فَطُلِبَ فِي الْقَتْلَى فَوَجَدُوهُ إِلَى جَنْبِ سَبْعَةٍ قَدْ قَتَلَهُمْ ثُمَّ قَتَلُوهُ، فَأَتَى النَّبِيُّ صَلَّى اللَّهُ عَلَيْهِ وَسَلَّمَ، فَوَقَفَ عَلَيْهِ، فَقَالَ النبي ﷺ : (قَتَلَ سَبْعَةً ثُمَّ قَتَلُوهُ هَذَا مِنِّي وَأَنَا مِنْهُ هَذَا مِنِّي وَأَنَا مِنْهُ)، قَالَ فَوَضَعَهُ عَلَى سَاعِدَيْهِ لَيْسَ لَهُ إِلَّا سَاعِدَا النَّبِيِّ ﷺ قَالَ: فَحُفِرَ لَهُ وَوُضِعَ فِي قَبْرِهِ وَلَمْ يَذْكُرْ غَسْلًا.

### فهرس المراجع
1. 1 2  ابن الجوزي (2000)، ج. 1، ص. 283.
2. 1 2  مسلم (1374)، ج. 4، ص. 1918.
3. ↑  ابن كثير (1999)، ج. 6، ص. 423.
4. ↑  البغوي (1983)، ج. 14، ص. 196.
5. ↑  أحكام النظر والاختلاط - قصة جليبيب وأنه كان يمر على النساء ويلاعبهن- اسلام ويب نسخة محفوظة 26 فبراير 2019 على موقع واي باك مشين.

### المعلومات الكاملة للمراجع
- مسلم بن الحجاج (1955)، صحيح مسلم، تحقيق: محمد فؤاد عبد الباقي، القاهرة: مطبعة عيسى البابي الحلبي وشركائه، OCLC:1103731282، QID:Q116878092
- البغوي (1983)، شرح السنة، تحقيق: شعيب الأرنؤوط، زهير الشاويش (ط. 2)، دمشق، بيروت: المكتب الإسلامي، OCLC:235965768، QID:Q120152015{{استشهاد}}:  صيانة الاستشهاد: ref duplicates default (link)
- ابن كثير الدمشقي (1999)، تفسير القرآن العظيم: تفسير ابن كثير، تحقيق: سامي بن محمد السلامة (ط. 2)، الرياض: دار طيبة، OCLC:4770737306، QID:Q109834492
- أبو الفرج بن الجوزي (2000)، صفة الصفوة، القاهرة: دار الحديث، OCLC:62240377، QID:Q120149617